# Heimsuchung von Gent

Wappen der Heimsuchung von Gent

Die Kongregation Unserer Lieben Frau von der Heimsuchung von Gent (Niederländisch: Congregatie Onze-Lieve-Vrouw-Visitatie van Gent), kurz Heimsuchung von Gent genannt, ist eine Ordensgemeinschaft bischöflichen Rechtes innerhalb der katholischen Kirche. Sie wurde 1682 in Gent, Belgien, gegründet und widmet sich vor allem der Erziehung von Mädchen und der Altenpflege.

## Geschichte

### Entstehung
Der Ursprung der Heimsuchung von Gent geht zurück auf das Jahr 1665. Damals wütete in der Region Flandern die Pest. Drei Frauen arbeiteten damals im Genter Pesthaus. Neben ihrer Arbeit für die Pestkranken wollten sie auch ein gemeinsames religiöses Leben führen. Ihre Leiterin Marie Vanden Bossche wurde zur „Oberin“ ernannt und andere Frauen stießen zur ersten Gruppe dazu. Als Vanden Bossche 1671 starb, übernahm Isabella Stoop die Leitung. Zusammen mit Ignace Gillemans († 1674) entwarf sie ein erstes Regelwerk für die Gruppe. Grundlage dieses Regelwerkes bildete die Spiritualität des hl. Franz von Sales, der kurz zuvor – 1665 – heiliggesprochen worden war. Den Mitgliedern der Gemeinschaft wurde empfohlen, das Leben und Werk des hl. Franz von Sales zu lesen. Am 30. April 1682 wurde dieses Regelwerk offiziell beglaubigt. Dieser Tag gilt daher als Gründungsdatum der Heimsuchung von Gent. 1707 entstand dann das so genannte „Buch der Verträge“, in dem Isabella Stoop noch einmal das Wesentliche der Lebensweise der Frauen zusammenfasste. Jede Schwester war eingeladen, in diesem Buch freiwillig ihre Unterschrift zu setzen, wodurch sie sich verpflichtete, so lange ganz im Sinne der Gemeinschaft zu arbeiten, wie sie in dieser Gemeinschaft leben wollte. Diese freiwillige Verpflichtung, der man sich auch nur für eine gewisse Zeit unterziehen konnte, galt bis zum Jahr 1836.

### Im Dienst der Erziehung
Nach der Pestzeit widmeten sich die Frauen der Erziehung von Kindern, besonders von Kindern der armen Bevölkerung. Nach dem Tod von Isabella Stoop zog die Gemeinschaft nach Brabantdam und gründeten dort die „Saletschole“, also die „Salesschule“, benannt nach dem heiligen Franz von Sales. Dort betreuten und unterrichteten sie etwa 40 Mädchen. In den Räumen einer ehemaligen Brauerei ganz in der Nähe wurden noch einmal 50 Kinder aus armen Verhältnissen Schulunterricht erteilt.
1798 wurde dann im Zuge der französischen Revolution der gesamte Besitz der Gemeinschaft von der französischen Regierung beschlagnahmt. Sie fanden zunächst ein neues Heim in der „Großen Beguinage“, 1805 erreichte sie dann die Bitte des Stadtrates von Gent, in dem die Schwestern gebeten wurden, das verwahrloste Waisenhaus in der Onderstraat zu übernehmen. Im Schriftverkehr über diese Angelegenheit wurden die Schwestern erstmals „Töchter der Heimsuchung des hl. Franz von Sales“ genannt. Die Gemeinschaft sagte dem Ansuchen zu und übersiedelte in das Waisenhaus. Von dieser Zeit an lebten die Frauen wie Nonnen in einer Gemeinschaft, die jedoch nicht mehr als dreißig Mitglieder umfassen durfte. Es war ihnen auch nicht erlaubt, weitere Gemeinschaften zu gründen, da ihnen eine offizielle bischöfliche Anerkennung fehlte. Die Schwestern selbst sprachen daher auch nicht von einem Kloster, Konvent oder einer Kongregation, sondern nannten sich schlicht „Familie“, „Gemeinschaft“ oder „Vereinigung“.

### Eine Kongregation bischöflichen Rechtes
1830 wurde Belgien unabhängig und ein blühendes religiöses Leben begann. 1832 kauften die Schwestern ein Haus in unmittelbarer Nachbarschaft zum Waisenhaus in der Onderstraat. Hier konnten sie nun ihre eigenen Schule errichten. 1835 wurde Henri Bracq, ein junger Diözesanpriester der Diözese Gent, zum Geistlichen Leiter der Gemeinschaft ernannt. Dieser wandelte die Gemeinschaft in eine Kongregation bischöfliche Rechtes um. Er schrieb neue Satzungen und Regeln, die sich so weit als möglich an jene Regeln anlehnten, die der heilige Franz von Sales seiner Ordensgemeinschaft der Heimsuchung Mariens gab, die dieser 1610 zusammen mit der heiligen Johanna Franziska von Chantal in Annecy, Frankreich, gründete. Mit dieser Umwandlung zu einer Kongregation bischöflichen Rechtes, festgeschrieben in der so genannten „Heiligen Regel“ des Jahres 1836, wurden auch Ewige Gelübde eingeführt. Die Schwestern erhielten bei ihrer Profess einen neuen Ordensnamen. Hinzu kam eine strengere Klausur, vorgeschriebene Tage der Besinnung und jährliche Exerzitien. Schule und Erziehung wurde zur einzigen Aufgabe der Kongregation. Die Zahl der Schwestern war nun nicht mehr auf dreißig begrenzt. Weitere Gemeinschaften durften gegründet werden.
Die so genannte „Heilige Regel“ blieb bis in die Mitte des 20. Jahrhunderts die Grundlage der Ausbildung der Schwestern und trug sehr viel zur Vertiefung der salesianischen Spiritualität in der Gemeinschaft bei, ebenso wie das „Geistliche Direktorium“ des heiligen Franz von Sales. Die Kongregation der Heimsuchung von Gent gehört jedoch nicht zur Ordensgemeinschaft der Heimsuchung Mariens. Sie ist eine eigenständige Ordensgemeinschaft innerhalb der salesianischen Familie.

### Sorge um alte Menschen
1864 schloss die Stadt Gent das Waisenhaus, und im gleichen Jahr wurde Henri Bracq zum Bischof der Diözese Gent ernannt. Auf seinen Visitationsreisen stieß er auf eine neue Not der Zeit. 1872 bat er daher die Schwestern der Heimsuchung von Gent neben ihrer Schule auch ein Heim zur Pflege alter Menschen zu errichten.

### Über England nach Ruanda
Da Ende des 19. Jahrhunderts die Zahl der Schwestern stark zunahm, entschloss man sich zu weiteren Gründungen auch außerhalb der Diözese Gent, 1889 sogar zu einer Gründung in England. 1957 forderte Papst Pius XII. in seiner Enzyklika „Fidei Donum“ die Ordensgemeinschaft auf, sich verstärkt der Mission zu widmen. Daher gründeten die Schwestern eine erste Niederlassung in Ruanda. 1981 entstand daraus die afrikanische Kongregation der Heimsuchung von Gent.

## Gegenwart
Die Heimsuchung von Gent besteht heute aus zwei Kongregationen bischöflichen Rechtes: die belgische und die afrikanische Kongregation. Die belgische Kongregation besteht derzeit aus 80 Schwestern. Eine davon wirkt weiterhin in Ruanda, in der die Gemeinschaft ständig zunimmt. Die Schwestern arbeiten in der Erziehung und Altenpflege, aber auch in der Pfarrseelsorge, Wallfahrtsseelsorge und in sozialen und caritativen Einrichtungen.

## Leitwort
„Geborgen im Heiligsten Herzen unseres Erlösers, mit der Freude des Magnificat, vereint in der Spiritualität des heiligen Franz von Sales gehen wir in Treue unseren Weg in Richtung vollkommener Liebe.“